# Sebastian Münster

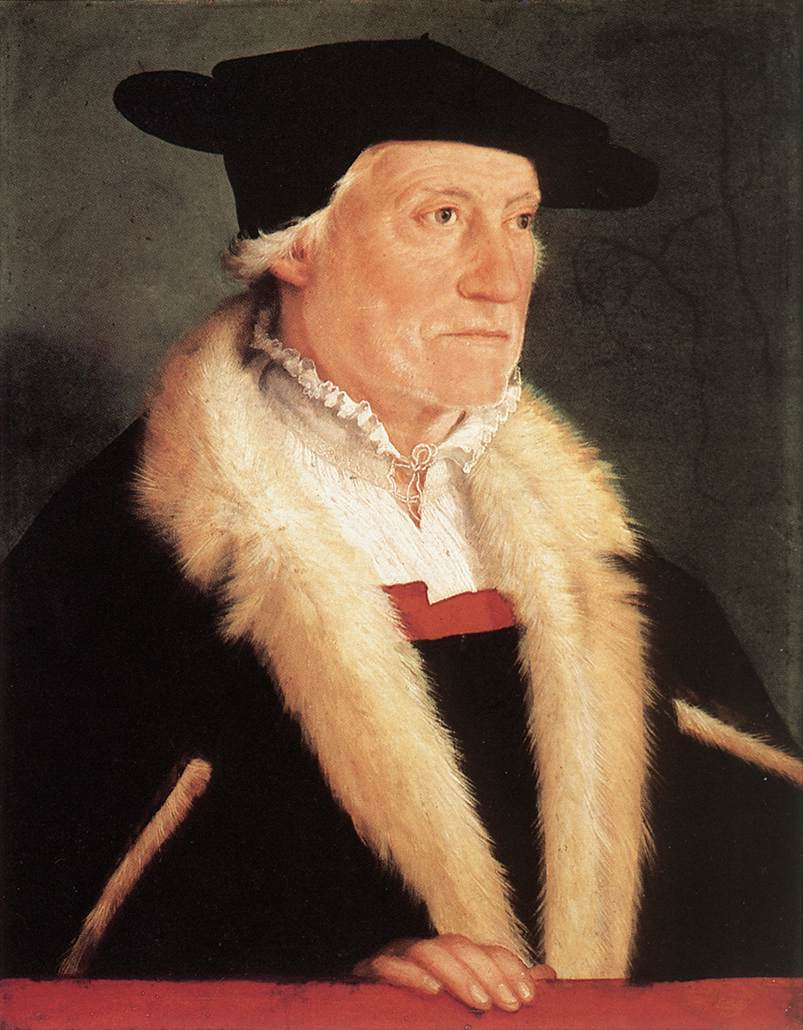
Christoph Amberger, Ritratto di Sebastian Münster

Sebastian Münster (Ingelheim, 20 gennaio 1488 – Basilea, 26 maggio 1552) è stato un cartografo e cosmografo tedesco.

## Biografia
Sebastian Münster nacque a Ingelheim, vicino a Magonza, figlio di Andreas Münster. Entrò nell'ordine francescano, da cui uscì aderendo alla riforma luterana. Gli venne assegnata una cattedra presso l'Università di Basilea nel 1527. In qualità di professore di ebraico, scrisse l'edizione della Bibbia in ebraico accompagnata dalla traduzione latina. La sua Cosmographia universalis, del 1544, è la prima descrizione del mondo in lingua tedesca. Vi furono poi numerose edizioni in diverse lingue, fra cui latino, francese, italiano, inglese e ceco. L'ultima edizione tedesca venne pubblicata nel 1628, molto tempo dopo la sua morte. La Cosmographia universalis fu uno dei libri più popolari e di successo del XVI secolo, e vide ben 24 edizioni in 100 anni. Nel 1540 Münster pubblicò un'edizione latina della Geographia di Tolomeo, con illustrazioni. L'edizione del 1550 della Cosmographia universalis contiene città, ritratti e costumi, come nella voce Sardinia del magistrato cagliaritano Sigismondo Arquer, con illustrazioni di Domenico Dalle Greche. Entrambe queste edizioni, stampate in Germania, sono più apprezzate delle edizioni della Cosmographia. Münster scrisse anche il Dictionarium trilingue in latino, greco ed ebraico e pubblicò la Mappa Europae nel 1536. Morì di peste a Basilea nel 1552. Fu raffigurato sulle banconote da 100 marchi tedeschi, rimpiazzate poi nei primi anni '90.

## Opere

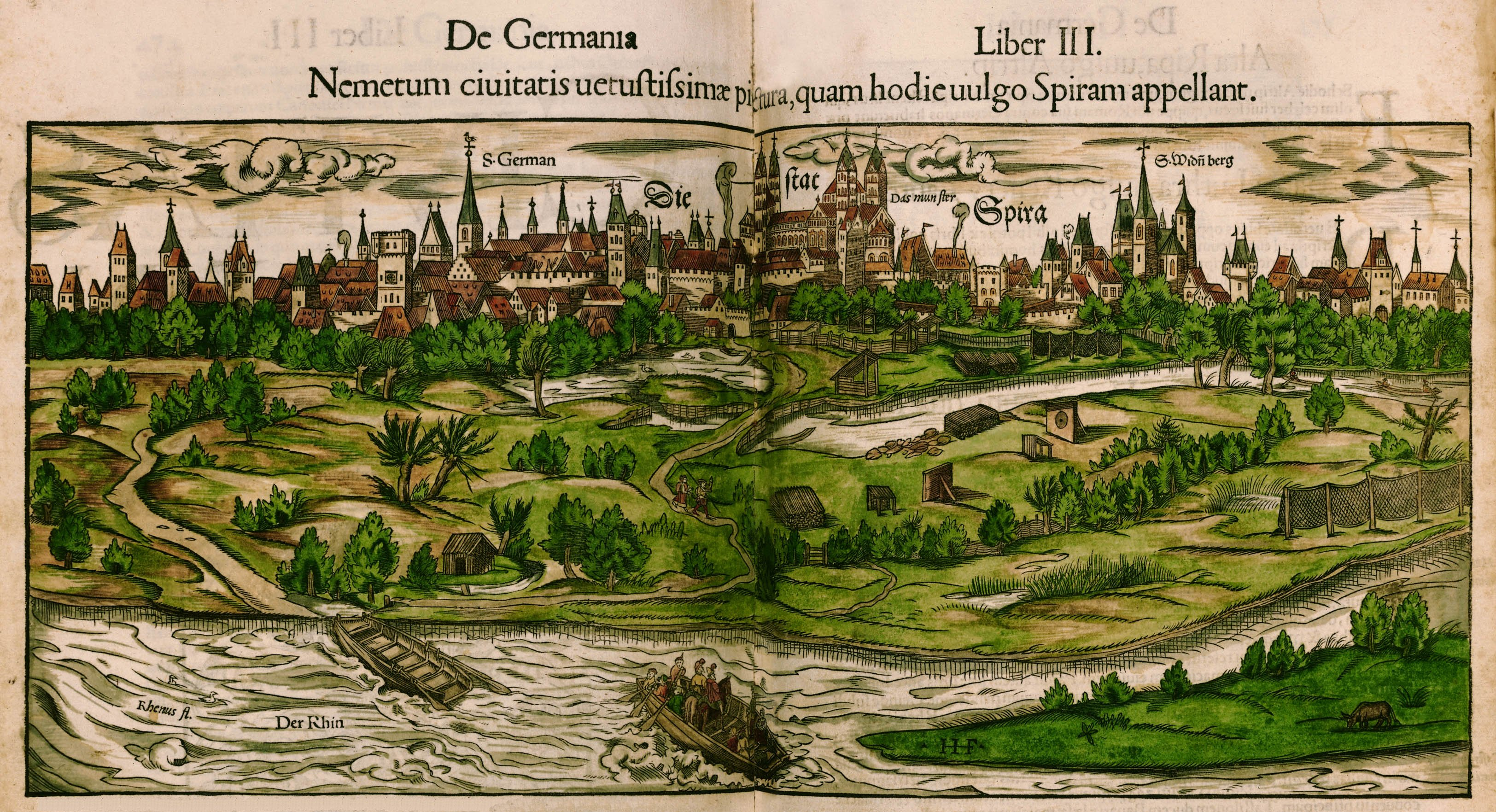
Veduta di Spira, Cosmographia

### Studi di ebraico
- Dictionarium hebraicum, 1523
- Institutiones grammaticae, 1524
- Elia Levita, Grammatica hebraica absolutissima, 1525
- Accentuum hebraicorum compendium, 1525
- Tabula omnium coniugationum, 1525
- Institutio elementaria, 1525
- Elia Levita, Capitula cantici, 1527
- Moses Maimonides, Logica sapientis Rabbi Simeonis, 1527
- Kalendarium hebraicum, 1527
- Dictionarium chaldaicum, 1527
- Chaldaica grammatica, 1527
- Proverbia Salomonis, 1520

### Astronomía
- Cosmographia universalis (1544)
- De radio astronomico et geometrico liber / Rainer Gemma Frisius; Johann Spangenberg; Sebastian Münster. - Lutetiae, 1558
- Organa planetarum - Basileae, 1536
- Die Planetentafeln - Zürich

### Gnomonica
- Erklerung des newen Instruments der Sunnen, Oppenheim 1528
- Erklerung des newen Instruments über den Mon, Worms 1529
- Compositio horologiorum, 1531
- Horologiographia, 1533
- Cánones super novum instrumentum luminarium, 1534
- Organum Uranicum, 1536
- Fürmalung und künstlich beschreibung der Horologien, 1537
- Compositio horologiorum, in plano, muro, truncis, anuto, concavo, cylindro et quadrantibus. - Basileae, 1531

### Cartografía

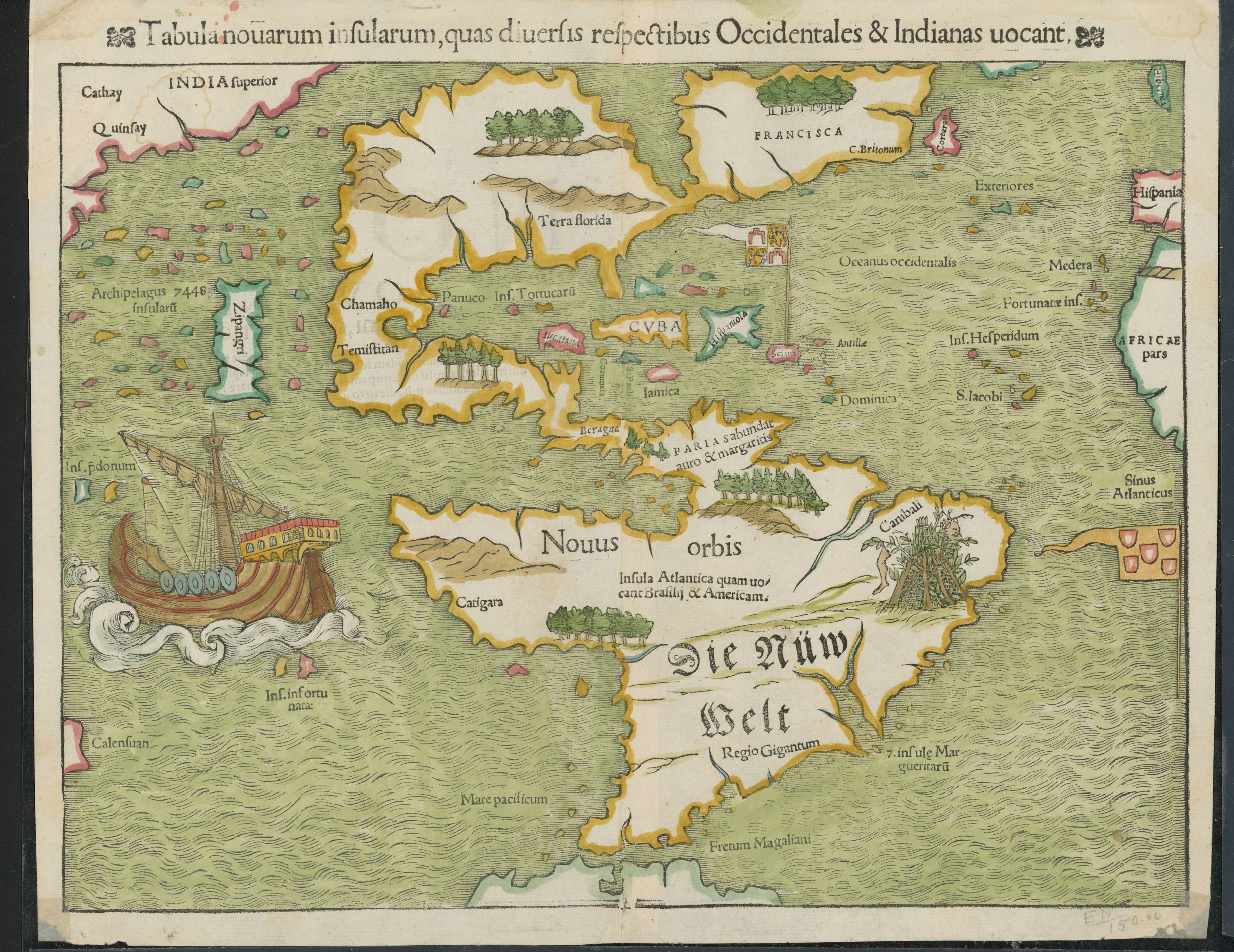
Münster, Tabula Novarum Insularum, 1540

- Weltkarte und Erklärung ders. (Typi cosmographici et declaratio et usus), in: Simon Grynäus, Novus orbis, 1532
- Mappa Europae, 1536

## Galleria d'immagini

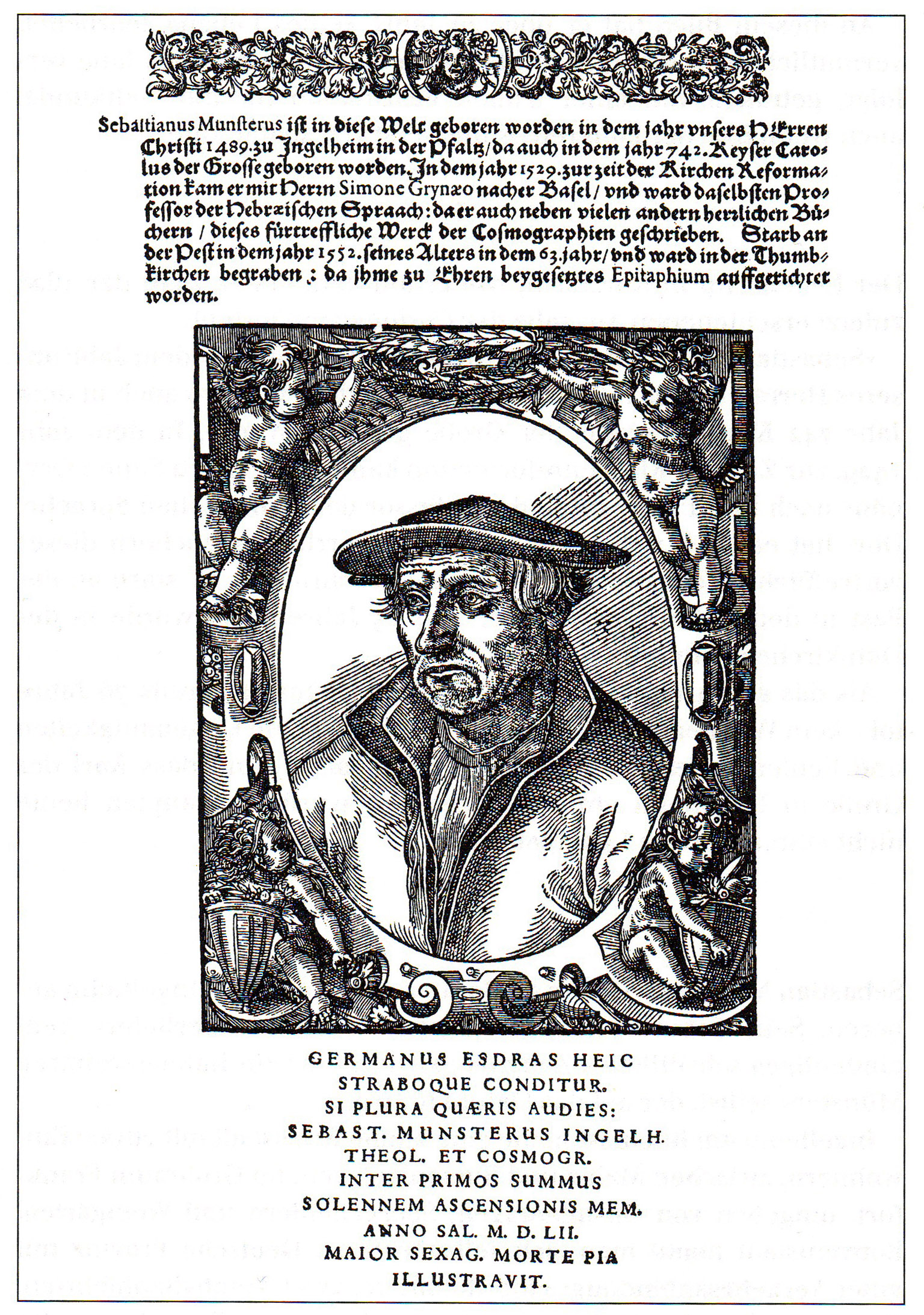
Antico ritratto di Munster del 1628
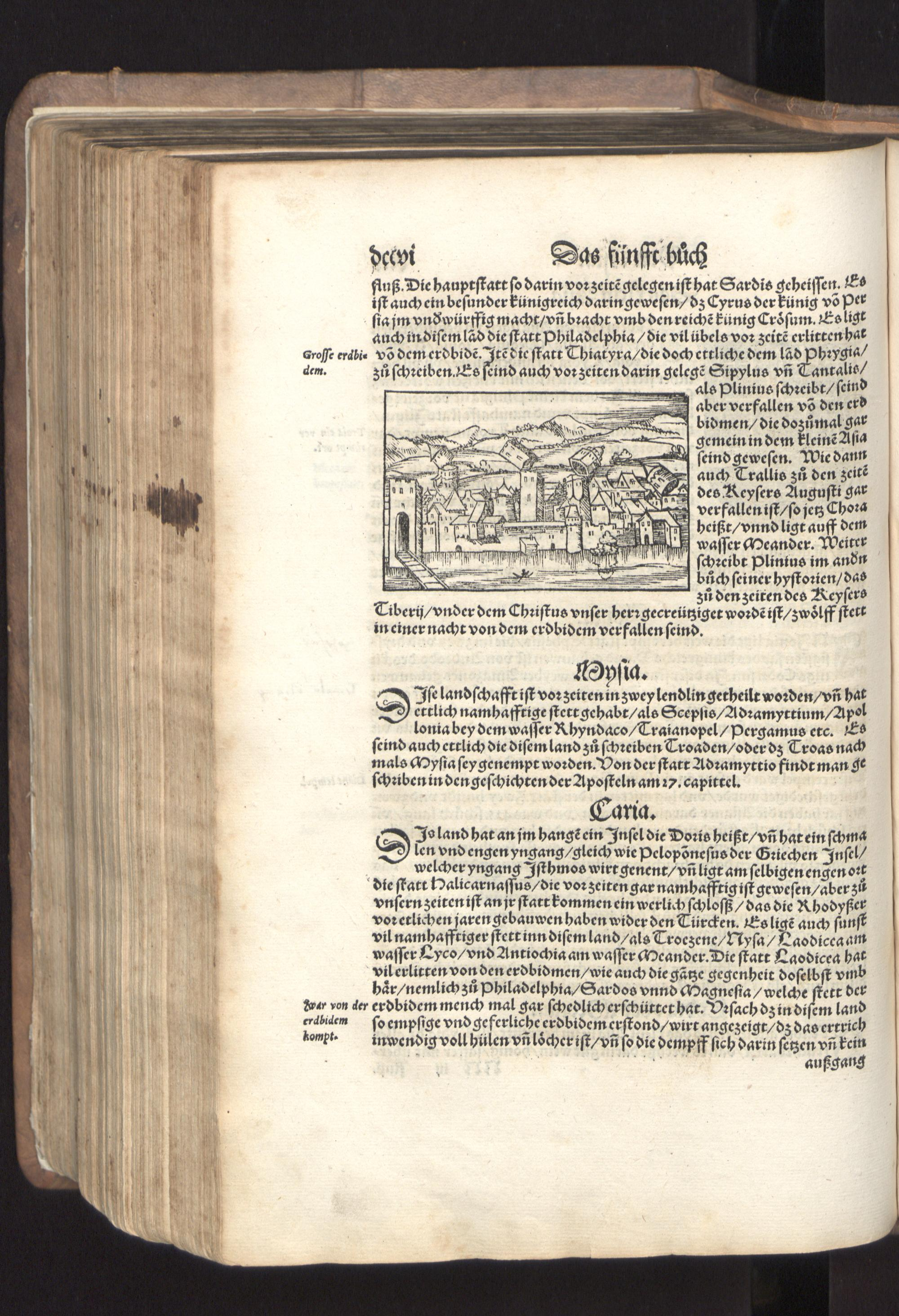
Cosmographia
Mappa delle Americhe, Munster
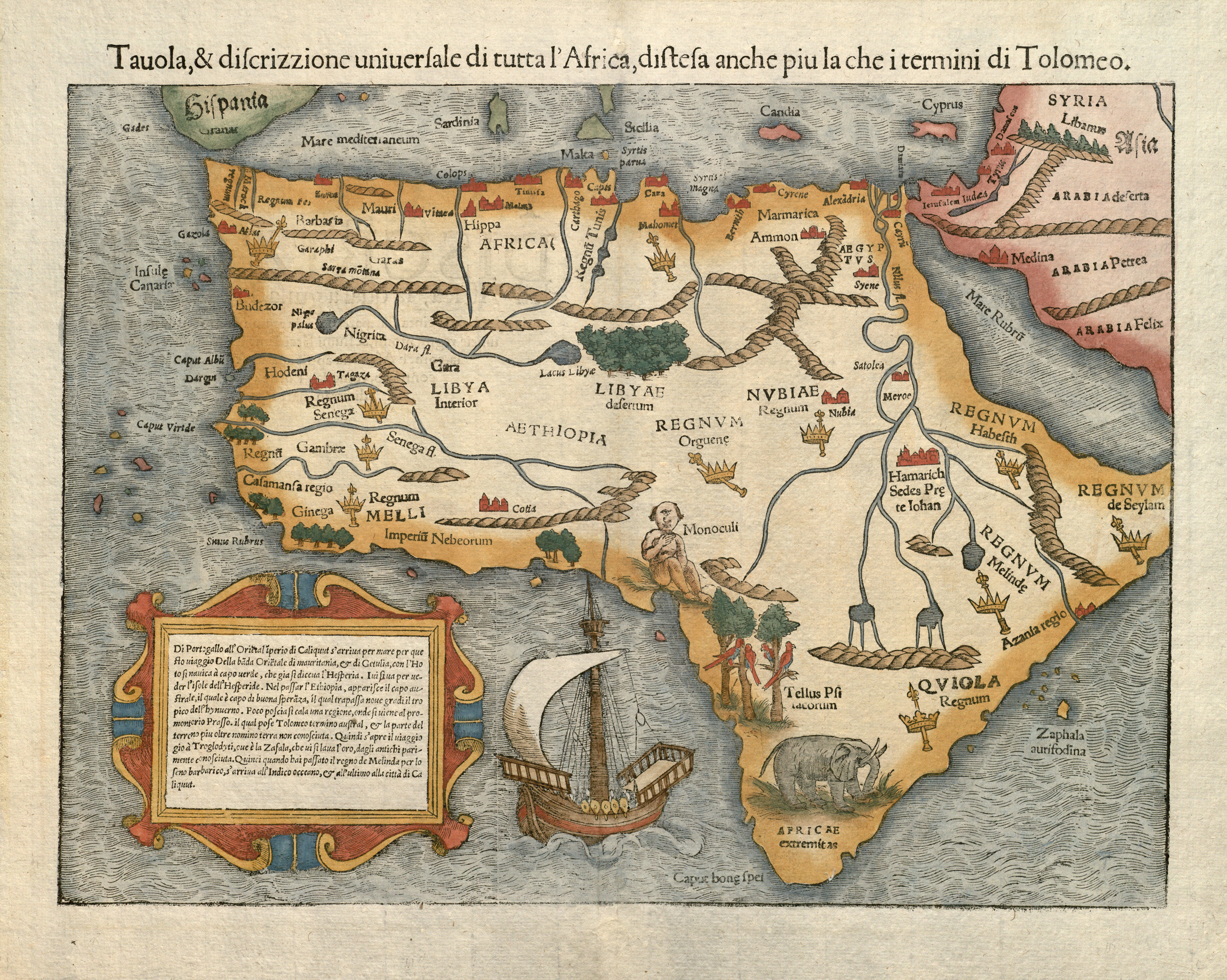
Tavola & discrizzione universale di tutta l'Africa, Munster
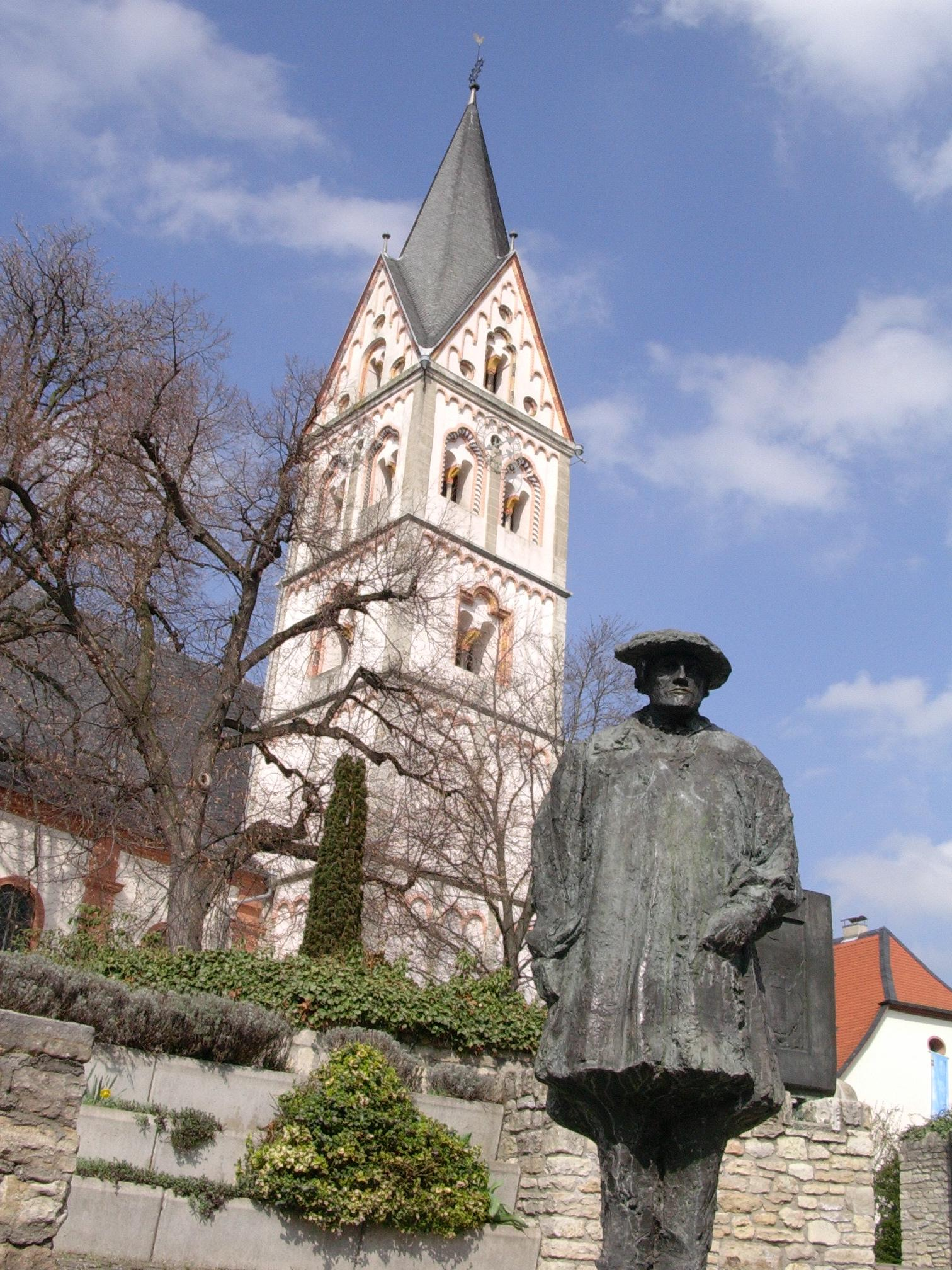
statua di Munster presso la sua città natale Ingelheim
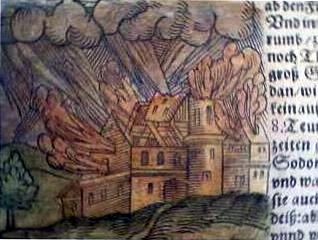
Sodoma, Cosmographia